# Протести в Ірані (2017—2018)
Протести в Ірані 2017—2018 років — серія стихійних демонстрацій, що почалися в різних містах країни 28 грудня 2017 року.

## Хронологія
Кілька тисяч людей взяли участь в акції протесту в Мешхеді, другому за чисельністю населення місті Ірану. Кілька сотень людей вийшли на вулиці столиці країни — Тегерана. Маніфестації також відбулися в Нішапурі, Кашмері, Єзді і Шахруді. Протести імовірно були організовані через додатки для обміну повідомленнями в соціальних мережах. Демонстранти скандували «смерть Рухані», протестуючи проти зростання цін..
За іншими даними перші протести 28 грудня були організовані ісламістськими діячами — аятолою Ахмадом Аламолхода та Ібрагімом Раїсі, за сприяння Ісламського Іранського фронту спротиву. Того дня Есхак Джахангірі (перший заступник президента Ірану Хассана Рухані) перебував із офіційним візитом в Мешхеді, і протести були спрямовані проти нього. Але несподівано протестувальники почали кричати радикальні гасла і виступати проти режиму ісламської республіки загалом, а не лише проти Рухані. Поліція розігнала протест, але відео, зняті протестувальниками поширилися в соціальних мережах і спровокували хвилю протестів.
29 грудня великі акції протесту пройшли також у містах Решт і Керманшах, збори дещо менше відзначені в Ширазі, Ісфахані і Хамадані. Демонстранти спочатку вимагали приборкати зростання цін — курячі яйця за тиждень подорожчали вдвічі. Потім з'явилися і політичні гасла: звільнити політв'язнів, покласти край свавіллю поліції. Крім того учасники протесту виступили проти агресивної зовнішньої політики, вигукуючи «Забудьте про Газу, про Ліван, моє життя — Іран».
30 грудня протести охопили Тегеран. Люди зібралися на площі Революції і в Тегеранському університеті. Протести продовжилися і в місті Керманшах. В Шехрі-Корді ж поліція розігнала протестувальників.